# Too Good To Go
Too Good To Go è un'applicazione mobile per dispositivi iOS e Android che mette in comunicazione l'utente a ristoranti e negozi con eccedenze alimentari invendute, proposte ad un prezzo agevolato

Paesi serviti da Too Good To Go

## Descrizione
Nata in Danimarca nel 2015 da un gruppo di giovani come contrasto allo spreco alimentare, permette al cliente di acquistare delle "Surprise Bag" con l'invenduto della giornata di ristoranti, bar e alimentari a prezzo ridotto. L’utente dopo essersi geolocalizzato, attraverso l’applicazione stessa, può individuare i ristoranti aderenti al progetto danese, per poi prenotare il ritiro della bag in una fascia oraria a sua scelta.
Presente in Italia dal marzo 2019, nel 2021 è stata l’app «Food&Drink» più scaricata dagli italiani.